# Crataegus ulotricha
Crataegus ulotricha är en rosväxtart som beskrevs av Antonina Ivanovna Pojarkova och V. N. Gladkova. Crataegus ulotricha ingår i Hagtornssläktet som ingår i familjen rosväxter. Inga underarter finns listade i Catalogue of Life.